# Karl-Heinz Mrosko
Karl-Heinz „Charly“ Mrosko (* 11. Oktober 1946 in Lindau (Bodensee); † 18. März 2019 in Wilhelmshaven) war ein deutscher Fußballspieler und -trainer.

## Karriere als Spieler
Nach zwei Spielzeiten für die SpVgg Lindau wechselte Karl-Heinz Mrosko, der mit dem Klub im WFV-Pokal 1967/68 gegen den FV Union Böckingen den württembergischen Landespokal gewonnen hatte, 1968 zum Regionalligisten Stuttgarter Kickers, den er nach nur einer Saison zum FC Bayern München verließ. In den ersten Monaten kam er beim amtierenden deutschen Meister und Pokalsieger nur sporadisch zum Einsatz, konnte sich dann aber durchsetzen und kam zu regelmäßigen Einsätzen. Beide Titel konnte er mit der Mannschaft nicht verteidigen, in der Bundesliga reichte es für den zweiten Platz hinter Borussia Mönchengladbach, im DFB-Pokal scheiterte man gar am Regionalligisten 1. FC Nürnberg. Auch im Europapokal der Landesmeister scheiterte die Mannschaft gleich in der ersten Runde am AS Saint-Étienne, wobei Mrosko bei beiden Spielen nicht zum Einsatz gekommen war. In seiner ersten Saison in München konnte der 23-jährige Mrosko auf 19 Ligaspiele und fünf Tore zurückblicken. Beim mit 3:1 gewonnenen Auswärtsspiel beim Hamburger SV hatte er nach dem 0:1-Rückstand mit zwei Toren gar entscheidend zum Sieg beigetragen. Auch in der Folgesaison stand er oft in der Startelf, erzielte acht Bundesliga-Tore und stand am Ende mit der Mannschaft wiederum auf Platz zwei hinter Mönchengladbach. Die DFB-Pokal-Saison verlief hingegen sehr erfolgreich: Beim mit 2:1 nach Verlängerung gewonnenen Finale gegen den 1. FC Köln leistete Mrosko die Vorarbeit zum Ausgleichstreffer von Franz Beckenbauer. In jener Saison kam Mrosko auch zu einigen internationalen Einsätzen für seinen Verein. Im Messepokal erreichte er mit dem FC Bayern nach Erfolgen über die Glasgow Rangers, Coventry City und Sparta Rotterdam das Viertelfinale, in dem man jedoch gegen den FC Liverpool den Kürzeren zog. Außer beim Rückspiel gegen Liverpool war Mrosko bei allen Spielen des Wettbewerbs zum Einsatz gekommen. Nach den zwei Jahren beim FC Bayern führte Mroskos weiterer Weg dann in die Regionalliga Süd zum 1. FC Nürnberg, den er nach nur einer Saison wieder verließ.
Zur Saison 1972/73 kehrte er wieder zurück in die Bundesliga. Für Hannover 96 bestritt er eine Saison und erzielte in 29 Spielen drei Treffer. Anschließend spielte er ein Jahr beim Regionalligisten TSV 1860 München. Es folgte ein längerer Verbleib bei Arminia Hannover, zunächst in der Oberliga Nord (3. Liga) und ab der Saison 1976/77 in der 2. Bundesliga Nord. In seiner Zeit bei Arminia Hannover gewann er 1976 den Länderpokal der Amateure mit der Auswahl des Landesverbandes Niedersachsen durch ein 1:0 gegen die Auswahl des Landesverbandes Bayern. Zwischendurch war er ein halbes Jahr beim NASL-Franchise Oakland Stompers in den Vereinigten Staaten aktiv.
Mroskos letzter Verein war der Zweitligist Hannover 96, für den er in 67 Spielen 11 Treffer erzielte. Am 30. Mai 1981 endete mit dem 7:2-Sieg im Auswärtsspiel gegen den VfB Oldenburg seine aktive Karriere – Mrosko bestritt 231 Zweitligaspiele und erzielte 85 Tore.

## Karriere als Trainer
Von 1983 bis 1985 war er Trainer von Arminia Hannover. Danach trainierte er von 1985 bis 1989 den 1. SC Göttingen 05 in der damals drittklassigen Oberliga Nord. Im Anschluss wechselte er wieder zum Ligakonkurrenten Arminia Hannover. In der Saison 1990/91 betreute er ab dem 14. Spieltag den TSV Havelse als Trainer in der Zweiten Liga. Von April 1994 bis Juni 1995 trainierte er nochmals Göttingen 05.

## Sonstiges
Mrosko war zuletzt als Rechtsanwalt in der niedersächsischen Wedemark tätig und war in dieser Funktion in eine Rotlicht-Affäre verwickelt, wofür er auch gerichtlich belangt wurde.